# Saro Urzì
Saro Urzì, né le 24 février 1913 à Catane, en Sicile, et mort le 1er novembre 1979 à San Giuseppe Vesuviano, est un acteur italien ayant notamment joué dans la série de films Don Camillo.

## Biographie
Il est connu en France pour son rôle du coiffeur Brusco, acolyte de Peppone dans la série de films Don Camillo.
Il fait une apparition remarquée en 1972 dans Le Parrain où il incarne le beau-père de Michael Corleone, interprété par Al Pacino lorsque celui-ci se marie en Sicile.
Il est apparu dans plus de 90 films entre 1939 et 1976. Il a essentiellement tourné en Italie mais aussi en France à partir des années 1960.

## Filmographie

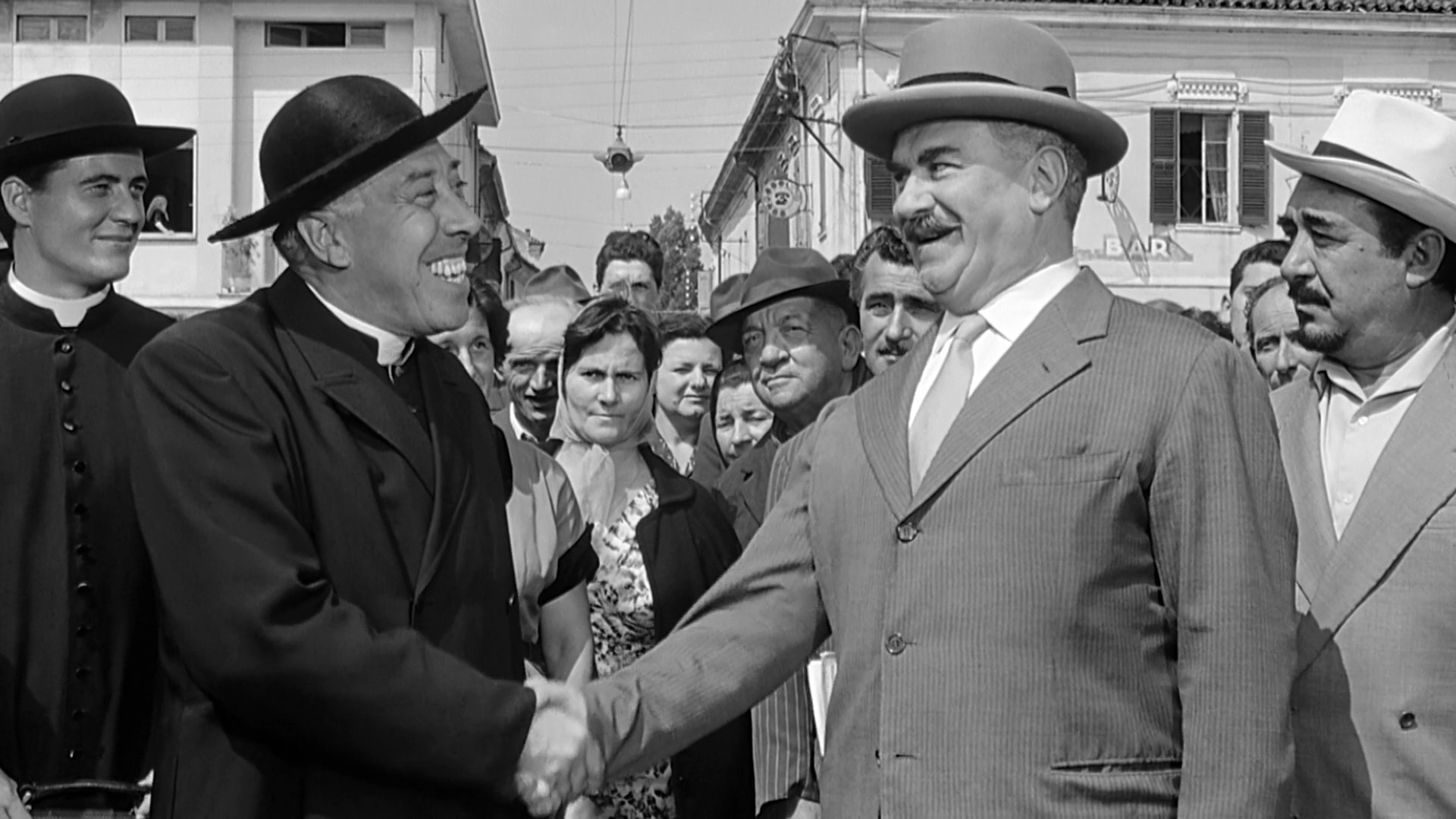
Saro Urzì (à droite) aux côtés de Fernandel et Gino Cervi dans Don Camillo Monseigneur

## Récompenses et distinctions

### Récompenses
- Ruban d'argent du meilleur acteur dans un second rôle en 1949 pour Au nom de la loi (In nome della legge) de Pietro Germi
- Prix d'interprétation masculine au Festival de Cannes 1964 pour Séduite et Abandonnée (Sedotta e abbandonata'') de Pietro Germi (ex æquo avec Antal Páger)
- Ruban d'argent du meilleur acteur en 1965 pour Séduite et Abandonnée

### Nominations
- Ruban d'argent du meilleur acteur dans un second rôle en 1956 pour Le Disque rouge (Il Ferroviere) de Pietro Germi